# Andrew Granville
Andrew James Granville (* 7. September 1962 in London) ist ein britisch-kanadischer Mathematiker, der auf dem Gebiet der Zahlentheorie tätig ist. Seit 2002 ist Granville Professor an der Universität Montreal.

## Leben
Granville studierte von 1980 bis 1983 Mathematik am Trinity College in Cambridge, wo er 1984 sein Studium mit Diplom mit Auszeichnung abschloss. Von 1984 bis 1987 promovierte er mit der Arbeit Diophantine Equations with Varying Exponents an der Queen’s University im kanadischen Kingston. Sein Doktorvater war der brasilianische Zahlentheoretiker Paulo Ribenboim. Von 1987 bis 1989 war er an der University of Toronto und von 1989 bis 1991 am Institute for Advanced Study in Princeton als Post-Doktorand tätig. Von 1991 bis 2002 war er in verschiedenen Funktionen an der University of Georgia tätig, von 1995 an als ordentlicher Professor.

## Wissenschaftliche Arbeit
Granville arbeitet vor allem im Bereich der analytischen Zahlentheorie. 1994 bewies er zusammen mit Carl Pomerance und W. R. (Red) Alford, dass es unendlich viele Carmichael-Zahlen gibt. Der Beweis basiert auf einer Idee von Paul Erdős. Aufgrund dieses bedeutenden Beweises war er zusammen mit Pomerance als Gastredner zum Internationalen Mathematikerkongress 1994 in Zürich eingeladen (Vortrag von Granville: Unexpected irregularities in the distribution of prime numbers). Da Granville auch mit Erdős zusammen publizierte, trägt er die Erdős-Zahl 1.
1988 zeigte er, dass der erste Teil der Fermatvermutung für alle Primexponenten {\displaystyle p<6{,}93\cdot 10^{17}} gilt.
Im Jahr 1995 verfassten Granville und Nigel Boston eine Auseinandersetzung mit Marilyn vos Savants Buch The world's most famous math problem, in dem sie leichtfertig den angekündigten Beweis des Großen fermatschen Satzes durch Andrew Wiles in Frage stellte.
Granville formulierte 1998 eine mit der abc-Vermutung verwandte schwächere Vermutung. Zum Forschungsgebiet Granvilles gehören auch die Primzahlen. Im Jahr 2003 fand er einen Fehler im später korrigierten Beweis von Goldston und Yildirim.
2007 fand er Zusammenhänge zwischen der Goldbachschen Vermutung und der Verallgemeinerten Riemannschen Vermutung.
Mit K. Soundararajan führte er in den 2010er Jahren einen neuen Zugang zur analytischen Zahlentheorie ein (pretentious approach), basierend auf älteren Arbeiten von Gábor Halász. Dabei werden Resultate der multiplikativen Zahlentheorie abgeleitet ohne auf das Studium der Nullstellen der Riemannschen Zetafunktion und verwandter L-Funktionen zurückzugreifen.

## Ehrungen und Preise
Granville erhielt eine Reihe von Preisen und Ehrungen. 2006 wurde er zum „Fellow“ der Royal Society of Canada ernannt. Im Jahr 2008 verlieh die Mathematical Association of America Andrew Granville für seine Arbeit It is easy to determine whether a given integer is prime den Chauvenet Prize.
- 1992–95: Alfred P. Sloan Research Fellowship
- 1994–99: Presidential Faculty Fellowship (von Präsident Bill Clinton verliehen)
- 1995: Hasse Prize, Mathematical Association of America
- 1999: Kloosterman Professor, Universität Leiden
- 1999: Ribenboim Prize, Canadian Number Theory Association
- 2001: BBV Professor, Universidad Autonoma, Madrid
- 2006: Jeffery-Williams-Preis, Canadian Mathematical Society
- 2006: Fellow der Royal Society of Canada
- 2007: Erdős memorial lecture, American Mathematical Society
- 2007: Lester Randolph Ford Award, Mathematical Association of America, mit Greg Martin für Prime Number Races (American Mathematical Monthly, Band 113, Januar 2006, S. 1–33).
- 2008: Lester Randolph Ford Award für Prime Number Patterns (American Mathematical Monthly, Band 115, April 2008, S. 279–296).
- 2008: Chauvenet Prize, Mathematical Association of America
- 2015: Mitglied der Academia Europaea
- 2019: Lester Randolph Ford Award für Using Dynamical Systems to Construct Infinitely Many Primes (American Mathematical Monthly, Band 125, Juni/Juli 2018, S. 483–496).
- 2021: CRM-Fields-PIMS Prize
- Er ist Fellow der American Mathematical Society.